# Kiladalens församling
Kiladalens församling är en församling i Nyköpings kontrakt i Strängnäs stift. Församlingen ligger i Nyköpings kommun i Södermanlands län och utgör ett eget pastorat.

## Administrativ historik
Församlingen bildades den 1 januari 2006 genom sammanslagning av Bergshammars, Kila, Lunda och Tuna församlingar.

## Kyrkoherdar
Kyrkoherdar i församlingen sedan den bildades: 
- 2006 - 2015 Ingegerd Harrysdotter (1948)
- 2015 - 2023 Carl-Johan Falk (1979)
- 2023 - Karin Tallberg (1982)

## Kyrkor
- Bergshammar kyrka
- Kila kyrka
- Lunda kyrka
- Tuna kyrka